# Analive
Analive è il primo album live della band romana comedy rock dei Prophilax, pubblicato nel 2005.
Il disco è composto da 29 canzoni registrate dal vivo in vari concerti a cavallo tra il 2001 e il 2005, alle quali si aggiunge il brano Puttanic, registrato a studio come "sigla di testa" dell'omonimo ridoppiaggio parodistico del film Titanic, realizzato e pubblicato dai Prophilax nello stesso periodo. Come da prassi consolidata, i brani sono inoltre intervallati da diversi siparietti e intermezzi comico-parodistici realizzati dal frontman Fabio Pinci in collaborazione con gli altri componenti della band.
Secondo quanto dichiarato dai Prophilax, la decisione di pubblicare un album live fu dettata dalla volontà di rendere disponibili diversi brani "storici" del repertorio della band in una qualità sonora migliore rispetto a quella della pubblicazione originaria.

## Tracce
1. Dora daccela ancora
2. Preda del raptus anale
3. Fateme pijà 'a patente
4. Don mignotte
5. Pornografia unica via
6. Alice nel paese dei cazzi
7. In viaggio con Cagatone Joe
8. Mano
9. Abbasta che respireno
10. Re Arcù
11. Jingle cazz
12. Atac di merda
13. Me prude er culo
14. Ogni buco è buono
15. Non so nemmanc un cazzo
16. Fotturion
17. Tronco cionco
18. Il giorno della ceppa
19. Pompotron
20. Analità
21. Dora in poi si chiaverà
22. Che famija de merda
23. Te pio, te fotto
24. Mongòlius
25. Sono un pornografo
26. Nella vecchia tromberia
27. Dora facce na sega
28. Paghi 2, te ne fotti 3
29. Ceppa secca
30. Puttanic (studio)

## Formazione
- Fabio Ceppaflex Pinci - voce
- Ludovico Sbohr Piccinini - chitarra
- Andrea Nerkios Romanazzo - basso
- Simone Sodomas Scazzocchio - tastiere
- Luca Obi Uan Trombopi Bernardini - tastiere
- Lorenzo Fregnex Gentile - batteria
- David Spermon Folchitto - batteria
- Pierpaolo Sfinterius Ferroni - batteria
- Genzo Tazzanno Nazzinna Okabe - sassofono
- Christian Sventrakul Ice - cori e arrangiamenti
- Roberto Segaflux Di Leo, Ivano Ivanal Nerini, Trombor, Bucius - cori e voci varie